# Nino Mazzoni
Nino Mazzoni (Piacenza, 19 giugno 1874 – Bordighera, 21 settembre 1954) è stato un politico, sindacalista e giornalista italiano, esponente del movimento socialista riformista. Fu uno dei principali dirigenti della Federazione Nazionale dei Lavoratori della Terra (Federterra).
Ebbe con Filippo Turati un rapporto di fiducia consolidato e duraturo durante tutti i passaggi cruciali del riformismo italiano: la lotta interna contro i sindacalisti rivoluzionari e i massimalisti, la rottura con i “destri” di Ivanoe Bonomi e Leonida Bissolati, il neutralismo di fronte alla guerra, la fondazione del Partito Socialista Unitario e l'opposizione democratica contro il fascismo.

## Biografia
Nino Mazzoni nacque a Piacenza il 19 giugno 1874, figlio di Filippo, originario di Fiorenzuola d'Arda e di Maria Valeriani, di Reggio Emilia.

### I primi anni
Affascinato dalla propaganda di Angiolo Cabrini, Osvaldo Gnocchi Viani e Augusto Osimo aderì al Partito Socialista Italiano dai primi anni della sua fondazione. Venne arrestato nel 1894 per aver affisso manifesti anticlericali, nel 1896 nel corso di una manifestazione anticolonialista e nel 1898 durante i moti per il pane.

### Dal PSI di Ravenna alla Federterra
Nel 1900 si trasferì a Ravenna, dove divenne segretario della locale Federazione socialista. Nel 1901 partecipò al Congresso costitutivo della Federterra.

### La candidatura al Parlamento e il lavoro all'Avanti!
Nel 1909 si candidò a Deputato nel collegio di Castel San Giovanni, ma non risultò eletto. Dal 1911 fu a fianco di Claudio Treves nella direzione dell'Avanti! fino al 1914, quando la direzione del giornale passò nelle mani di Benito Mussolini.

### L'elezione a deputato
Fu tra i fondatori del movimento socialista nel piacentino e mantenne sempre uno stretto legame con gli ambienti riformisti locali. Grazie alla sua figura di organizzatore e leader carismatico, contribuì allo sviluppo del movimento a Castel San Giovanni - nel cui collegio venne eletto deputato nel 1913 - e nel resto della Val Tidone. Venne riconfermato deputato in tutte le successive consultazioni, fino all'avvento del fascismo.
Contrastò la diffusione della massoneria all'interno del Partito.
Mazzoni si occupò principalmente di questioni agrarie, soprattutto dal 1908, quando venne nominato propagandista–ispettore della Federterra. Luigi Preti lo definiva leader, magna pars della Federterra, benché la segretaria fosse Argentina Altobelli. In queste vesti diede un importante contributo all'organizzazione sindacale, mantenendola sempre nel campo riformista all'interno della CGdL. In piena sintonia con l'Altobelli e la maggioranza della Federterra si batté per l'organizzazione del proletariato agricolo con il fine ultimo della socializzazione della terra. Contrastò perciò ogni provvedimento volto a favorire soluzioni diverse come la formazione della piccola proprietà, nonostante questa posizione alienasse alla Federazione le possibili simpatie di vasti strati di lavoratori. Pertanto polemizzò con coloro i quali vedevano nella redistribuzione della terra e nella creazione della piccola proprietà contadina la soluzione a tutti i problemi dei lavoratori agricoli. Per Mazzoni i problemi del proletariato agricolo erano interesse di tutto il movimento socialista e di tutta la nazione. Al Congresso socialista di Livorno del 1921, grazie ai successi ottenuti nelle campagne, arrivò ad affermare che i lavoratori della terra avevano una forza e una coscienza di classe tale da essere i protagonisti della trasformazione sociale in Italia. Benché nella teoria marxista il proletariato industriale fosse visto come la principale forza rivoluzionaria, lasciando in secondo piano i lavoratori agricoli, per Mazzoni se in Italia ci fosse stata una rivoluzione, avrebbe avuto inizio inevitabilmente dalle campagne.

### Il periodo del Regime Fascista
Nel 1922 fu tra i fondatori del Partito Socialista Unitario e lavorò nel giornale del partito La Giustizia.
Nel 1924 fu aggredito dai fascisti. Durante il regime si ritirò a vita privata a Milano, dove aprì un negozio di antiquariato, insieme a Camillo Prampolini.
Nel 1939 venne mandato al confino a Vasto. Durante la guerra andò in esilio in Svizzera.

### Dalla Liberazione all'Assemblea Costituente
Dopo la Liberazione, Mazzoni fu membro della Consulta Nazionale e dell'Assemblea Costituente per il Partito Socialista Italiano di Unità Proletaria. Con la scissione di Palazzo Barberini aderì al Partito Socialista dei Lavoratori Italiani di Giuseppe Saragat.

### La I Legislatura
Fu nominato Senatore di diritto nella I Legislatura. Rispetto all'attività parlamentare svolta nel periodo 1913-1926, Mazzoni non si occupò quasi per nulla di questioni agrarie, preoccupandosi maggiormente della struttura delle nuove istituzioni repubblicane e del contrasto all'avanzata del comunismo. È però in questo periodo che scrisse i suoi saggi più importanti, entrambi su temi agrari: La riforma agraria e Lotte agrarie nella vecchia Italia.
Morì a Bordighera (Imperia) il 21 settembre 1954.

## Opere
- Un poeta dell'azione: Augusto Osimo, Sonzogno, Milano 1923
- La riforma agraria, Roma 1945
- Lotte agrarie nella vecchia Italia, Domus, Milano 1946